# Metaplagia facialis
Metaplagia facialis är en tvåvingeart som först beskrevs av Henry J. Reinhard 1956.  Metaplagia facialis ingår i släktet Metaplagia och familjen parasitflugor.
Artens utbredningsområde är Kalifornien. Inga underarter finns listade i Catalogue of Life.